# Vicenç Caraltó i Salvà
Vicenç Caraltó i Salvà (Barcelona, 1936 - Barcelona, 1995) fou un pintor, dibuixant i gravador català.

## Biografia
Va formar-se a l'Escola de Belles Arts de Sant Jordi. Posteriorment va aconseguir una beca Cercle Maillol de l'Institut Francès de Barcelona, amb la que va viatjar a París, on va participar en els Salons de Maig. Va exposar per primera vegada el 1959 i posteriorment ho ha fet per diferents països d'Europa. Hi ha obra seva a museus de Barcelona (MACBA), Eivissa i Vilanova i la Geltrú.

## Beques i Premis
- 1960 - Beca del Cercle Mallol de l'Institut Francès de Barcelona per estudiar a París.
- 1961 - 1r Premi del Concurs Laboral del S.E.U..
- 1961 - 2r Premi del Concurs “Les Rambles de Barcelona pels seus artistes”.
- 1970 - 2n Premi Exposició Ciutat de l'Hospitalet.
- 1984 - 3r Premi Exposició de Gravat de la Ciutat de Siracusa (Italia).

## Obra
Els seus treballs es basen principalment en el cos humà, basant-se en una tècnica de dibuix molt precisa. També ha de realitzar diverses il·lustracions per a llibres.

## Museus
- 1963 - Adquisició d'obra pel Museu d'Art Modern de Barcelona.
- 1971 - Adquisició d'obra pel Museu d'Art Modern d'Eivissa.
- 1971 - Adquisició d'obra pel Museu d'Art Modern de Vilanova i la Geltrú.
- 1988 - Adquisició per l'Arxiu del Departament de Gravat, Mapes i Estampes de la Biblioteca de Catalunya de Barcelona, de tota l'obra Gràfica i manuscrita per Narradors, Crítics i Poetes, procedent de l'Exposició "CARALTÓ, 25 anys de feina", celebrada a Barcelona l'any 1986.